# Helligåndshuset i Randers
|  | For Helligåndshuse i andre byer, se Helligåndshuset |
Helligåndshuset eller Det gamle stenhus er en middelalderbygning, der står på Erik Menveds Plads i Skolestræde i Randers. Det er formentlig opført i 1470'erne, hvor det blev brugt til at huse gamle, syge og fattige.
I 1489 blev Helligåndshuset lagt under Helligsåndsorden. Den nuværende bygning er fra Helligåndsklosteret i byen.
I 1782 købte kommunen bygningen af enken til den tidligere borgmester Nicolai Krag Bredahl for at bruge den til Latinskole. I perioden 1796-1799 var Steen Steensen Blicher discipel (elev) på skolen, og han kom tilbage for at undervise i 1810-1811. Omkring 1850 var Henrik Pontoppidan elev her. Skolen flyttede i 1857 til nogle større lokaler. Byens tekniske skole flyttede ind på loftetagen i 1859, og i 1861 fik Håndværkerforeningen lokaler her.
Man begyndte at tale om nedrivning i sidste halvdel af 1800-tallet, og selvom kulturministeren bevilligede 46.258 kr fra Rigsdagen til restaurering af huset, blev det afslået af byrådet i 1893. Der blev startet en privat indsamling, der endte med at indsamle 26.712 kr, og i 1894 tog byrådet imod Rigsdagens tilbud, så huset kunne blive reddet. Det blev restaureret af arkitekten Hack Kampmann, og stod færdig i 1897. Der blev indrettet i bibliotek i underetagen frem til 1927. Bygningen har været fredet siden 1918. Herefter blev den brugt til bl.a. foredrag og teater frem til 1947, hvorefter Randers Turistbureau flyttede ind. Siden 1993 har bygningen atter været brugt til udstillinger, møder og lign.
Bygningen blev restaureret igen i 2007-2008.
I flere år har en stork haft rede på toppen af bygningen.